# Shelley Elkayam
Sheli (Shelley) Elkayam (Haifa, 18 november 1955) is een Israëlische wetenschapster, dichteres en vredesactiviste.

## Biografie
Shelley Elkayam groeide op in Haifa, waar haar vaders familie al sinds zes generaties woonde. Haar moeder was afkomstig uit Thessaloniki. Ze ging naar de middelbare school in Kirjat Motzkin. Na een periode in het leger studeerde ze Joodse geschiedenis en onderwijskunde aan de Universiteit van Haifa. Haar masterdiploma in onderwijskunde haalde ze aan de Universiteit van Liverpool.
Elkayam debuteerde in 1981 met de dichtbundel Tamtsit Astmo. Een selectie van haar poëzie werd vertaald in het Engels en verscheen in 1984 in Amsterdam onder de titel Simple Days.
Shelley Elkayam was voor Israël voorzitter van de World Conference on Religion and Peace (1986-2004). 
Sinds 2007 is ze wetenschappelijk medewerkster bij de German-Israeli Foundation for Scientific Research and Development van de Universiteit Göttingen. In 2012 promoveerde ze aan de Bar-Ilan Universiteit in Ramat Gan tot doctor in de Joodse filosofie, op het proefschrift Kabbalah, Love and Messianism in the Poetics of Rabbi Israel Najara.